# Hospital Central Coronel Pedro Germano
O Hospital Central Coronel Pedro Germano, ou simplesmente Hospital da PM, é um hospital localizado na cidade de Natal, capital do estado do Rio Grande do Norte. Fica localizado na Avenida Prudente de Morais 778, bairro do Tirol.
O prédio foi inaugurado em 11 de agosto de 1963, sendo então denominado de Hospital-Maternidade da Polícia Militar, pelo governador Aluísio Alves (embora a construção tenha sido iniciada na gestão de Sílvio Pedrosa).
No momento da inauguração, o hospital tinha como diretor o Dr. Pedro Germano e contava com 50 leitos e nove apartamentos.
O hospital também dispõe do Centro Clinico Coronel José Carlos Passos, localizado no bairro do Alecrim (antiga LBA).